# L'Opium et le Bâton (roman)
L'Opium et le Bâton est un roman de Mouloud Mammeri, écrit en français, paru en 1965 aux éditions Plon.

## Résumé
Le roman raconte l'histoire d'un village de montagne, Thala, en Kabylie en pleine Guerre d'Algérie. 

## Adaptation au cinéma
- 1971 : L'Opium et le Bâton d'Ahmed Rachedi[2].